# Aulus-les-Bains
Aulus-les-Bains är en kommun i departementet Ariège i regionen Occitanien i södra Frankrike. Kommunen ligger  i kantonen Oust som ligger i arrondissementet Saint-Girons. År 2022 hade Aulus-les-Bains 146 invånare.

## Befolkningsutveckling
Antalet invånare i kommunen Aulus-les-Bains
Referens: INSEE